# Blåtryffel
Blåtryffel (Chamonixia caespitosa) är en svampart som beskrevs av Rolland 1899. Blåtryffel ingår i släktet Chamonixia och familjen Boletaceae. Arten är reproducerande i Sverige, men var enligt Länsstyrelsen i Värmlands län starkt hotad 2023. Inga underarter finns listade i Catalogue of Life.